# Worldline Terminals, Solutions and Services
Worldline Terminals, Solutions and Services (TSS), ou Ingenico Banks and Acquirers, est une entreprise française de services de paiement regroupant le large portefeuille de terminaux de paiement d'Ingenico, Worldline et SIX. Worldline a cédé cette entreprise en octobre 2022 aux fonds d'investissement gérés par Apollo Global Management, et opère désormais exclusivement sous la marque Ingenico.

## Histoire
En novembre 2018, le groupe suisse SIX cède au groupe français Atos sa branche SIX Payment Services, qui rejoint le groupe français Worldline. SIX devient actionnaire de Worldline au côté du groupe Atos, ancien propriétaire de Worldline.
Le 18 mars 2019, Matthieu Destot, ancien directeur opérationnel d'Alcatel-Lucent Enterprise (ALE), est nommé à la tête d'Ingenico Banks and Acquirers (B&A),.
En février 2020, Worldline annonce l’acquisition d'Ingenico, leader mondial du marché des terminaux de paiement, pour 7,8 milliards d'euros sous réserve du feu vert du régulateur de la concurrence. Les actionnaires de Worldline gardant une participation de 65 % et ceux d'Ingenico de 35 %. La division « Banks and Acquirers » (B&A) d'Ingenico devient alors Worldline Terminals, Solutions and Services (TSS).

Début 2022, Worldline entre en négociation exclusive avec le fonds d'investissement américain Apollo Global Management pour la cession de cet actif estimé à 2,3 milliards d'euros, filiale ayant repris les activités de terminaux de paiement d'Ingenico. Selon Les Échos, cette cession signerait « la fin d’une aventure industrielle dans laquelle la France était parvenue à construire un leader mondial ».
Elle a effectivement été cédée en octobre 2022 aux fonds d'investissement gérés par Apollo Global Management, et opère désormais exclusivement sous la marque Ingenico.

## Produits

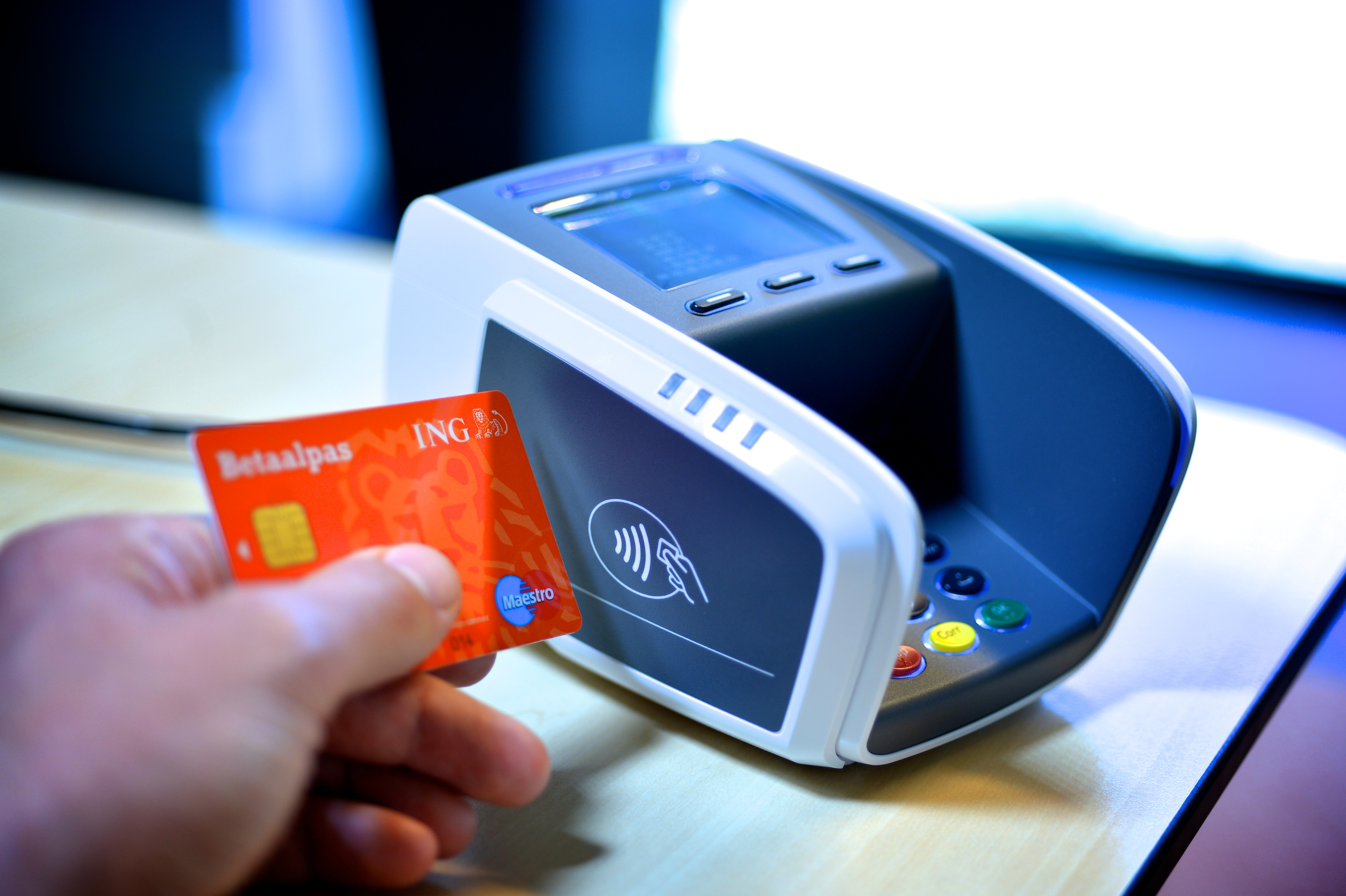
Un terminal de paiement Worldline Yomani en 2013 (développé par  Worldline Belgique, ex-Banksys).
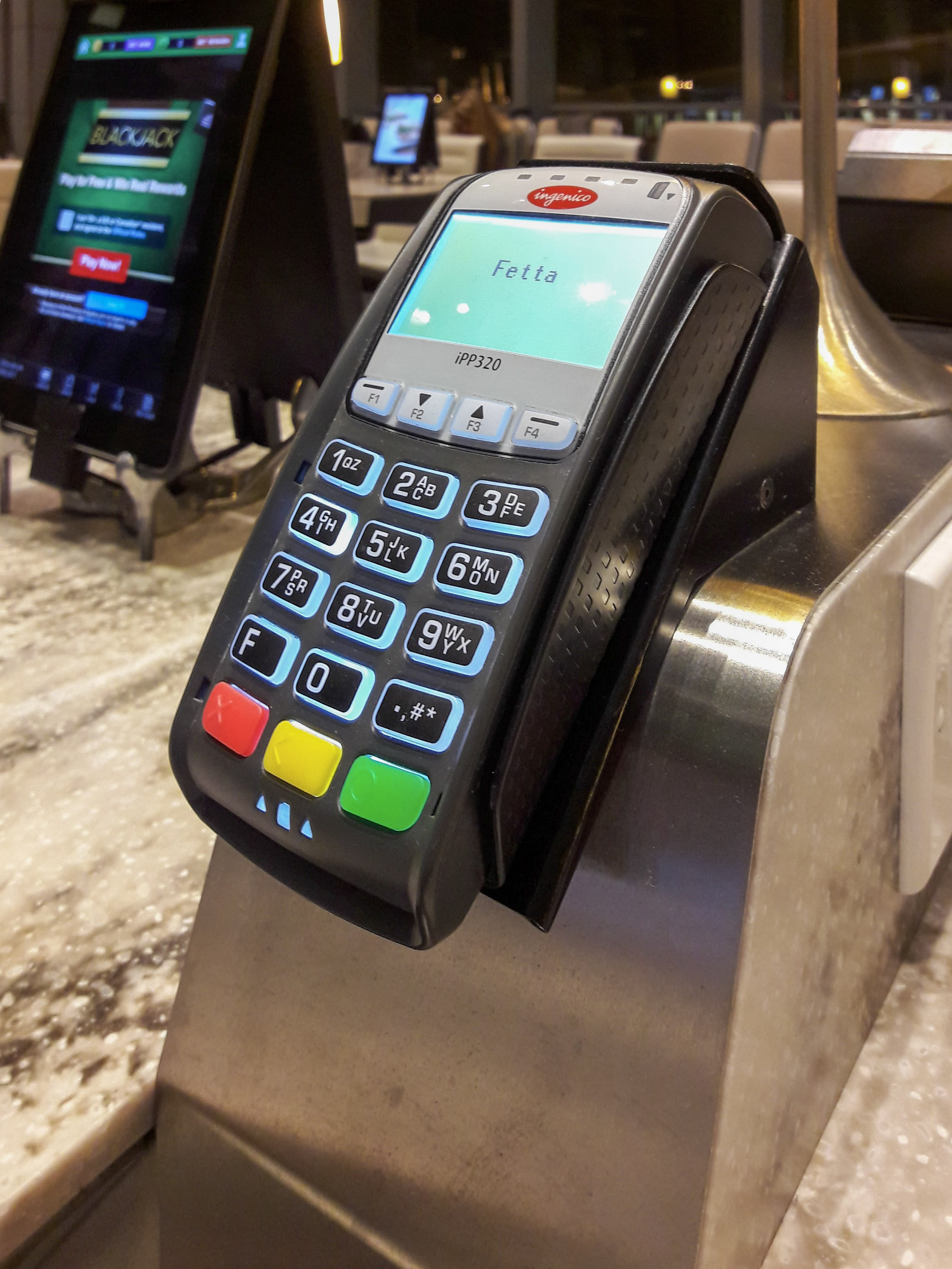
Un terminal de paiement Ingenico Move en 2017.
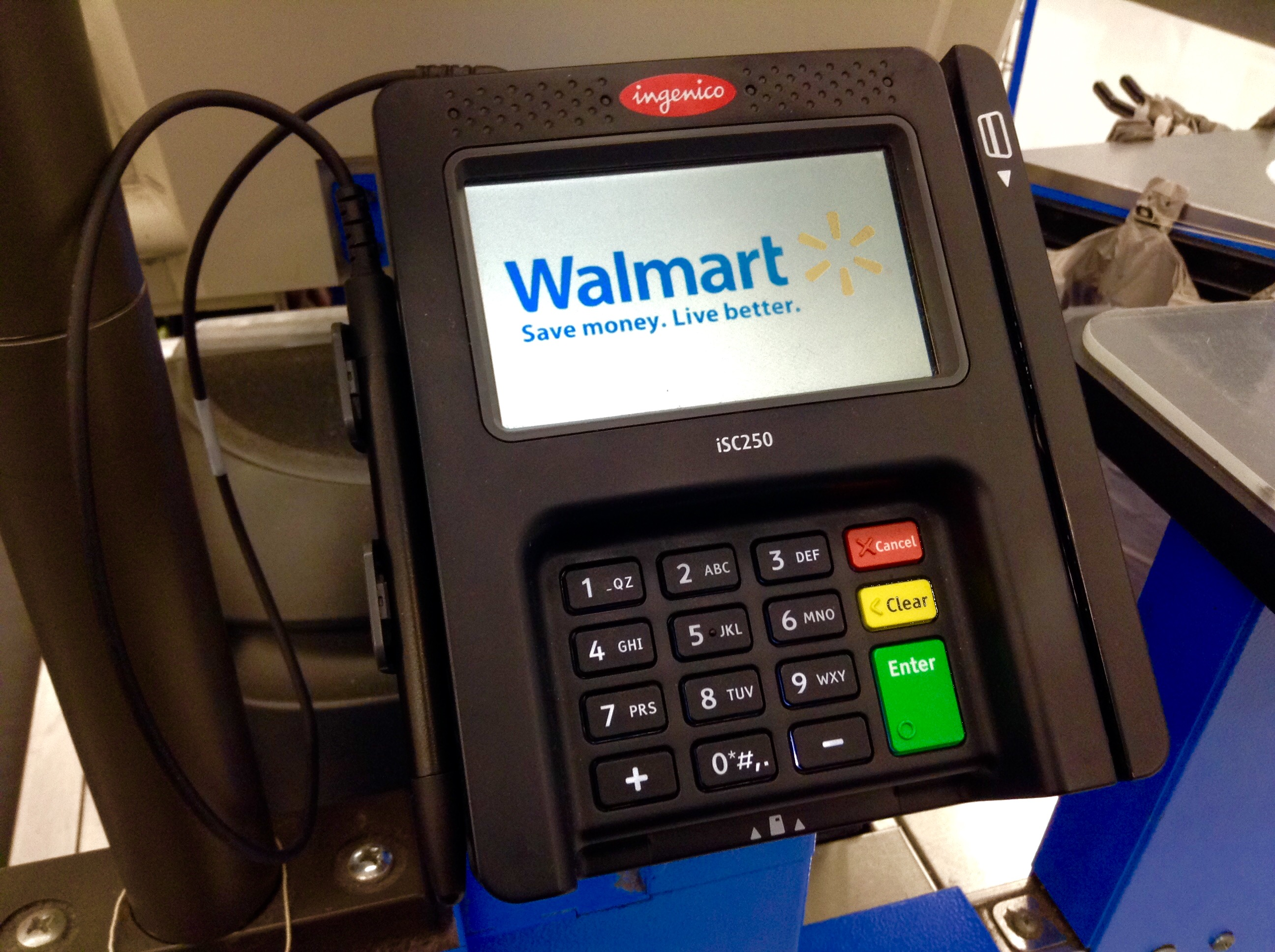
Un terminal de paiement Ingenico Lane chez Walmart en 2014.

## Identité visuelle

Logo d'Ingenico Banks & Acquirers avant 2021.
Logo de la marque Ingenico, exploitée par Worldline TSS depuis 2021.